# Dormance tumorale

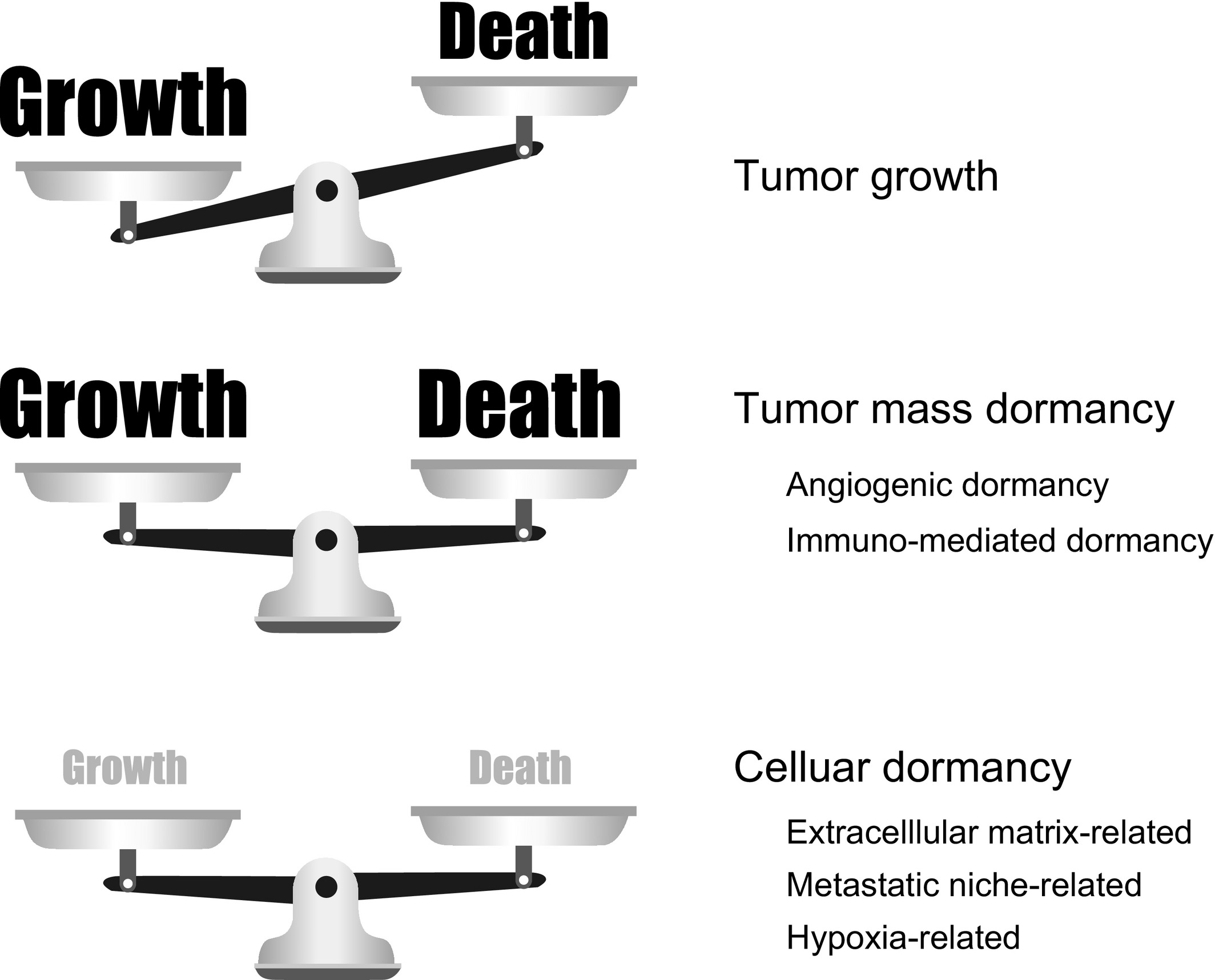
Dormance tumorale et cellulaire

La dormance tumorale est l'arrêt de la croissance tumorale dans le site primitif ou dans les métastases. Le concept découle de constatations cliniques de cancer récidivant plusieurs années, voire plusieurs décennies après la résection chirurgicale de la tumeur primitive, en particulier dans les cancers du sein et de la prostate,.Dans la dormance tumorale, il existe un équilibre entre l'augmentation du nombre de cellules cancéreuses par prolifération et la diminution par  mort cellulaire ; alors que, en dormance cellulaire, les cellules cancéreuses sont dans un état de repos.

## Constations cliniques
Les cancers du sein sont divisés en plusieurs sous-groupes en fonction de l'expression des récepteurs et de l'activité de prolifération. Les durées de survie sans rechute diffèrent selon les sous-types. Dans les sous-types positifs ou triples négatifs du récepteur du facteur de croissance épidermique humain 2, qui ont une activité de prolifération élevée, les périodes de latence sont plus courtes que pour les autres sous-types. Dans ces tumeurs agressives, la fréquence des récidives tardives après 5 ans est plutôt réduite, par rapport à d'autres sous-types qui peuvent récidiver même après 20 ans,. Le cancer du sein à récepteurs d'œstrogènes positifs est un modèle clinique de récidive tardive. Une étude clinique a été réalisée évaluant le traitement adjuvant au tamoxifène contre le cancer du sein récepteurs d'œstrogènes positifs. La poursuite du tamoxifène pendant 10 ans plutôt que l'arrêt au bout de 5 ans a encore réduit la récidive et la mortalité, en particulier après 10 ans. Ces résultats indiquent que les cellules cancéreuses récepteurs d'œstrogènes positifs pourraient être dormantes et survivre pendant plus de 5 ans ; un traitement prolongé est donc nécessaire. Des récidives après une latence à long terme sont également signalées dans d'autres cancers, tels que le mélanome et le carcinome rénal,. Dans le cancer de la prostate, il existe certains cas dans lesquels les taux sériques d'antigène prostatique spécifique  augmentent sans récidive apparente de la tumeur après le traitement primaire ; c’est ce qu’on appelle la « récidive de l'antigène prostatique spécifique». Les récidives réelles surviennent en moyenne 8 ans après la récidive de l'antigène prostatique spécifique. Ainsi, dans des cas de récidive aussi tardive, les cellules cancéreuses pourraient déjà s'être disséminées au moment ou avant l'ablation chirurgicale des tumeurs d'origine, et récidiver cliniquement après avoir été dormantes pendant des années.

## Dormance tumorale
Pour expliquer les récidives tardives, un modèle de « dormance de la masse tumorale » a été proposé, supposant que l'équilibre entre l'augmentation des cellules cancéreuses par prolifération et la diminution par mort cellulaire était à l'équilibre. La dormance de la masse tumorale peut être obtenue par deux mécanismes différents : la dormance angiogénique et la dormance immunitaire.

### Dormance angiogénique
Pour soutenir leur prolifération, les cellules cancéreuses consomment de grandes quantités de ressources énergétiques. Pour répondre à cette nécessité, la croissance tumorale doit s'accompagner de la génération d'un réseau de vaisseaux sanguins (ou angiogenèse). L'angiogenèse est finement régulée par des facteurs pro-angiogéniques et des facteurs anti-angiogéniques. Après le changement angiogénique, lorsque la balance penche vers du côté pro-angiogénique, une tumeur entre dans la phase de progression. Avant le changement angiogénique, un nombre accru de cellules cancéreuses provoque la mort cellulaire dans une région éloignée des vaisseaux sanguins préexistants en raison d'un manque d'oxygène et de nutriments. L’équilibre entre la prolifération et la mort des cellules cancéreuses est appelé dormance angiogénique. L'implication de la dormance angiogénique dans la régulation de la croissance tumorale a été démontrée dans un grand nombre d'études utilisant des modèles murins,,.

### Dormance immunitaire
Le système immunitaire est connue depuis longtemps comme un facteur critique pour la suppression du développement et de la croissance des tumeurs, et les cellules des tumeurs établies acquièrent la capacité d'échapper aux cellules immunitaires,. Le système immunitaire joue un rôle essentiel non seulement en évitant l'établissement précoce de tumeurs,,, mais aussi dans la dormance de la masse tumorale. Les lymphocytes T CD8+ sont impliqués dans le maintien de la dormance tumorale au niveau du site métastatique,. Dans ce modèle, la suppression du système immunitaire par les anticorps CD8+ favorisait de manière significative la croissance métastatique. Le profilage du génome a montré que les modèles d'altérations génétiques sont fortement partagés entre les sites primaires et métastatiques, ce qui indique que les métastases pourraient provenir de cellules tumorales disséminées à partir de la tumeur primaire à un stade précoce. Ces résultats suggèrent que les cellules tumorales disséminées seraient dormantes et éviteraient la surveillance immunitaire, et que la fuite du système immunitaire entraînerait une croissance métastatique. Les cellules immunitaires et de leurs cytokines dans la suppression de la repousse des cellules tumorales après irradiation et la perturbation des cellules immunitaires ont inversé l'équilibre post-irradiation.

## Dormance cellulaire

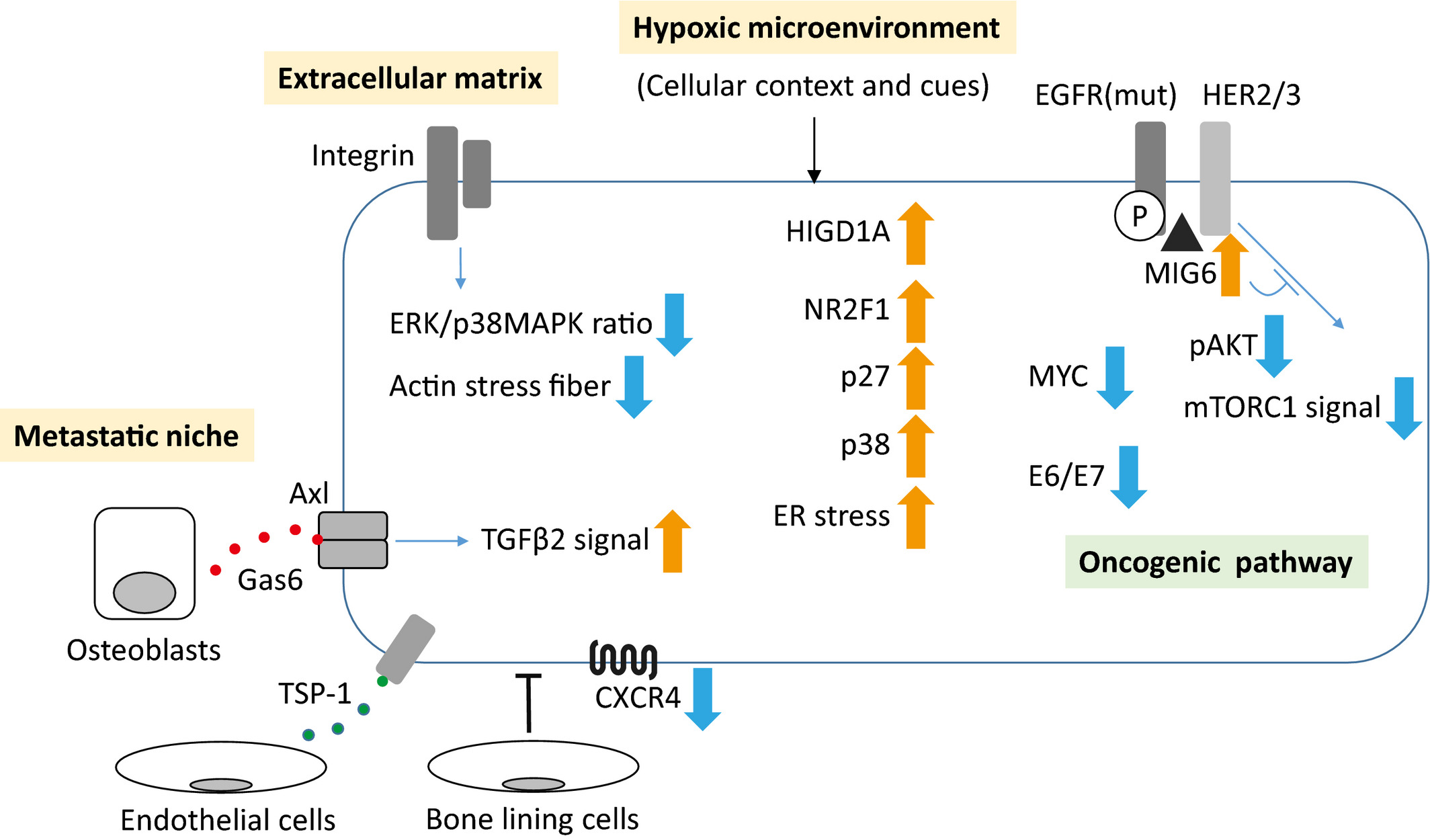
Mécanismes de la dormance cellulaire.

La dormance cellulaire est un autre modèle de dormance tumorale,. La dormance cellulaire est caractérisée par trois caractéristiques : (1) une prolifération minimale ; (2) décès minimum ; et (3) la réversibilité. La dormance est omniprésente dans les organismes vivants, notamment les bactéries, les levures, les insectes et les mammifères, comme stratégie de survie contre un environnement détérioré. Au niveau cellulaire, le statut dormant est observé dans les cellules souches tissulaires et dans le cancer. La dormance cellulaire du cancer a principalement été étudiée dans le contexte de récidives tardives, notamment métastasiques, dans lesquelles le microenvironnement du site métastatique joue un rôle critique. Cependant, la dormance cellulaire peut également exister dans les tumeurs se développant au niveau du site primaire ; par exemple, dans les régions hypoxiques. Étant donné que des cellules dormantes existent dans les tumeurs, elles sont probablement résistantes aux thérapies conventionnelles telles que les médicaments anticancéreux et les radiations, qui ciblent les cellules en prolifération active. Plusieurs mécanismes de dormance cellulaire existent.

### Matrice extracellulaire et dormance
Le microenvironnement du site métastatique dans un organe distant ne devrait pas être le même que celui de la tumeur d'origine, et dans un tel milieu aberrant, les cellules cancéreuses meurent ou deviennent dormantes. La matrice extracellulaire est un facteur microenvironnemental important. Le rapport entre les kinases extracellulaires régulées (ERK) activées  et le p38 mitogen-activated protein kinases par fixation à la matrice extracellulaire constitue le commutateur moléculaire de la dormance cellulaire. La prolifération des cellules HEp3 du carcinome épidermoïde humain est régulée par deux voies : (i) l'activation de ERK par le récepteur urokinase (CD87)  et l'intégrine α5β1 et ; (ii) suppression de p38MAPK par la fibronectine. Lorsqu'une des voies est altérée, l'équilibre entre ERK et p38MAPK penche du côté de la suppression de la croissance et, par conséquent, les cellules HEp3 deviennent dormantes. En bloquant p38MAPK, les cellules cancéreuses sont extraites de leur dormance et reprennent leur prolifération. Dans le cancer du sein, l'inhibition de l'intégrine β1 induit la dormance in vitro et in vivo. Ainsi, l’interaction entre la matrice extracellulaire et les cellules cancéreuses joue un rôle important dans la dormance cellulaire.

### Métastase et dormance
In vitro, les lignées cellulaires du cancer de la prostate peuvent être dormantes lorsqu’elles sont co-cultivées avec une lignée cellulaire ostéoblastique. La  signalisation du facteur de croissance transformant bêta-2 activé via le récepteur de la tyrosine kinase Axl et le growth arrest – specific 6, un ligand d'Axl sécrété par les ostéoblastes, joue un rôle essentiel dans l'induction de la dormance.
Dans le myélome, Les cellules de la muqueuse osseuse peuvent constituer une niche pour les cellules de myélome. L’imagerie in vivo montre que les cellules du myélome deviennent dormantes après s’être attachées aux cellules qui tapissent les os. Le remodelage du microenvironnement osseux par les ostéoclastes force les cellules myélomateuses à sortir de leur dormance et à reprendre leur prolifération. De même, le facteur de nécrose tumorale alpha l'interleukine 6 remodèlent le microenvironnement osseux pour inciter les cellules métastatiques dormantes du cancer du sein dans la moelle osseuse à reprendre leur prolifération. Les cellules cancéreuses deviennent dormantes lorsque la thrombospondine-1 est produite par la microvascularisation stable dans les cocultures de cellules cancéreuses du sein et de cellules endothéliales,. La régulation négative de CXCR4 dans les sites métastatiques pulmonaires était également associée au phénotype dormant d'une lignée cellulaire de cancer du sein.

### Microenvironnement hypoxique et dormance
La prolifération désordonnée des cellules cancéreuses et l’angiogenèse désorganisée rendent le microenvironnement cancéreux hypoxique. La consommation d'oxygène par les cellules tumorales joue un rôle essentiel dans la génération d'un microenvironnement hypoxique. L'hypoxie induit une agressivité accrue  et une résistance au traitement dans le cancer.41 Le facteur de croissance endothélial vasculaire  est nécessaire à l'angiogenèse et à la formation de tumeurs  pancréatiques. chez les souris transgéniques alors que des tumeurs existent toujours chez les souris  de manière dépendante du facteur induit par l'hypoxie 1α.Les tumeurs résiduelles sont hautement hypoxiques avec une diminution de la prolifération et de la mort cellulaire. L'inhibition génétique et pharmacologique de l'angiogenèse aboutit à un phénotype invasif des tumeurs. Grâce à des expériences de suivi cellulaire, il a été montré que les cellules hypoxiques sont à l'origine de récidives après irradiation in vivo.
Le facteur de transcription HIF joue un rôle central dans la réponse hypoxique aiguë des cellules cancéreuses. Dans des ons hypoxiques aiguës, la consommation de glucose augmente considérablement en raison de l'activation de la  glycolyse activée. Dans un microenvironnement dans lequel l’apport de glucose est limité, il est peu probable que les cellules cancéreuses continuent à consommer de grandes quantités de glucose. Ainsi, il devrait y avoir d’autres mécanismes différents de la réponse hypoxique aiguë typique pour les cellules cancéreuses dormantes en hypoxie.

### Suppression de la voie oncogène
L'oncogène MYC est l'un des gènes les plus fréquemment dérégulés dans de nombreux cancers. Chez les souris présentant une expression du gène MYC spécifique au tissu hépatique, le MYC est surexprimé en l'absence de traitement par la doxorubicine et des tumeurs apparaissent  dans le foie. Après la formation d'une tumeur, lorsque MYC est inactivé par le traitement par la doxorubicine, les tumeurs cessent de croître et les cellules reprennent leur apparence normale de cellules hépatiques. Après le l'arrêt de la doxorubicine, les cellules tumorales montre  une repousse massive avec réactivation de MYC. L'analyse comparative  génomique montre que le schéma de gain et de perte chromosomique est presque le même entre les tumeurs primaires et récurrentes, ce qui indique que la tumeur repoussée après réactivation de MYC n'est pas une tumeur de novo mais dérive du même clone que les tumeurs. avant l'inactivation de MYC. Ces résultats suggèrent que les cellules tumorales sont dans un état dormant pendant l'inactivation de MYC. Ainsi, l’inhibition de la voie oncogène, MYC dans ce cas, induit une dormance.
L'activation de MYC stimule à la fois la consommation d'oxygène et de glucose. Les niveaux de protéine MYC diminuaient considérablement dans des conditions de manque de glucose et d'oxygène grâce à l'amélioration de la dégradation des protéines. La mort cellulaire des cellules du cancer colorectal est atténuée par la suppression de MYC dans des conditions prolongées de manque de glucose et d'oxygène. La régulation des niveaux de MYC pourrait également être impliquée dans l'induction de la dormance.
Une mutation motrice est une mutation au sein d’un gène qui joue un rôle essentiel dans le développement et la progression du cancer. Le blocage de la voie de la mutation motrice est la base de la thérapie par ciblage moléculaire. Les cellules de patients atteints d'un cancer du poumon non à petites cellules présentant des mutations du récepteur du facteur de croissance épidermique peuvent être dormantes dans des conditions hypoxiques. La signalisation intracellulaire du récepteur du facteur de croissance épidermique est supprimée en dormance, alors que la phosphorylation constitutive du récepteur du facteur de croissance épidermique est maintenue.
Le papillomavirus humain est un virus oncogène et le produit E6/E7 est important pour l'oncogenèse. La sénescence cellulaire est induite par la suppression de E6/E7 dans des conditions normoxiques, tandis que la dormance cellulaire est induite dans des conditions hypoxiques. Ainsi, la suppression de la voie motrice conduit à la mort ou à la sénescence des cellules cancéreuses à l'état actif mais pas à l'état dormant. La dormance cellulaire des cellules cancéreuses n’est pas une réponse passive ; il est plutôt régulé par des mécanismes actifs.

### Stress du réticulum endoplasmique et dormance
Certaines cellules ne peuvent être dormantes que sous certaines conditions. Pour être en sommeil, il doit y avoir un contexte ou un signal cellulaire particulier, comme une réponse hypoxique. Un autre signal peut être le stress du réticulum endoplasmique. En divisant activement les cellules cancéreuses, la synthèse des protéines qui nécessite de grandes quantités de ressources énergétiques est favorisée. La synthèse des protéines et la molécule clé, mTORC1, sont régulées négativement dans les cellules cancéreuses cultivées en hypoxie.59 Lorsqu'une lignée cellulaire de cancer colorectal, COLO320, a été stimulée par le facteur de croissance analogue à l'insuline  dans des conditions hypoxiques, une apoptose robuste a été induite par un facteur de croissance augmenté par une augmentation stress du réticulum endoplasmique. Un repliement protéique altéré dans des conditions hypoxiques est responsable du stress du réticulum endoplasmique, et le facteur de croissance analogue à l'insuline pourrait induire un stress du réticulum endoplasmique en stimulant la synthèse protéique aberrante et la mort cellulaire qui en résulte.

## Sources
Cet article est une traduction incomplète de Endo H, Inoue M. Dormancy in cancer. Cancer Sci.  2019; 110: 474–480. DOI 10.1111/cas.13917 sous licence CC-BY 4.0.